# Vera Renczi
 (novembre 2015).
Améliorez-le ou discutez des points à vérifier. 
 (juin 2021).
Vera Renczi, probablement née à Bucarest vers la fin du 19e siècle, dite « la Veuve noire » (Vaduva neagră) ou « madame Barbe bleue » est une  aristocrate roumaine d'origine hongroise,,,, devenue célèbre en tant que tueuse en série. Elle a confessé avoir empoisonné 35 hommes à l'arsenic dans les années 1920, dont ses deux maris, son fils et de nombreux amants, tous ces crimes ayant eu lieu dans son château de Berkerekul, situé en pleine montagne dans ce qui est de nos jours la Serbie. Le premier rapport est publié aux États-Unis le 22 mai 1925 dans le quotidien local Danville Bee, Danville, Virginia, l'article reproduisant celui d'un journal yougoslave du 22 mai expliquant l'affaire. L'histoire de Véra Renzci  a été contée régulièrement, toujours sans aucune précision sur sa date de naissance, ses mariages, son arrestation et sa condamnation à mort commuée en prison à vie. En 1972, le Guinness Book of World Records n'a trouvé aucune source sûre établissant la réalité des 35 meurtres.

## Adolescence et premiers meurtres
Selon certaines sources, Véra serait née à Bucarest en 1903, mais, vu la dates des crimes, la fin du 19e siècle est plus plausible. Sa mère, une femme d'une beauté stupéfiante, décède alors que Véra a 13 ans. Son père, négociant richissime, et elle déménagent à Nagybecskerek (actuelle  Zrenjanin en Serbie).  À l'âge de 15 ans, elle se révèle incontrôlable et nymphomane, sautant le soir par une fenêtre de nuit pour avoir des relations sexuelles avec les pensionnaires d'un proche internat.  
À l'âge de 20 ans, elle épouse Karl Schick, un riche banquier autrichien bien plus âgé qu'elle. Il semble qu'elle était une épouse aimante et fidèle. Ils ont un fils du nom de Lorenzo. Véra soupçonne vite que son mari la trompe. Un jour, elle rapporte à sa famille et ses amis qu'il l'a abandonnée. Après une période décente d'attente, elle épouse le beau et richissime Joseph Renzci,  après avoir déclaré aux autorités que son premier mari a été tué en Roumanie dans un accident d'automobile. 

## Les meurtres suivants
Rapidement, le beau Joseph trompe allègrement Véra, qui l'apprend. Il disparait après quelques mois de mariage tumultueux. Une nouvelle fois, elle annonce à sa famille et ses amis qu'il l'a abandonnée, puis, après quelque temps, qu'il a été tué en Roumanie dans un accident d'automobile. Véra se lance alors dans une activité sexuelle effrénée, multipliant les amants, tous de beaux hommes qu'elle rencontre lors de ses visites à Belgrade et à Vienne. Même histoire à chaque fois : ils disparaissent et elle prétend qu'ils l'ont abandonnée. 
Toute l'affaire éclate lorsque disparait son dernier amant, Serguëi Milorad. Sa femme n'accepte pas les explications de Véra et porte plainte. La police se déclare dans l'impossibilité d'agir, car aucun crime n'a été apparemment commis. Mme Milorad décide donc de conduire sa propre enquête, au cours de laquelle elle découvre rapidement les relations de Véra et de son mari. Elle rapporte les faits à la police, qui se rend au château de Berkerekul, mais ne remarque rien d'anormal. Mme Milorad retourne à la police, leur soulignant que beaucoup trop de mystères existent : comment se fait-il qu'il est arrivé la même chose à ses deux maris, une mort dans un accident de voiture en Roumanie  ? Où est passé Lorenzo, disparu sans laisser de traces ? De même pour ses nombreux autres amants ? La police retourne au château ; Véra leur déclare que Milorad n'a jamais été son amant, en contradiction avec ce qu'elle leur avait déclaré la première fois. Enfin soupçonneux, les inspecteurs demandent à visiter le château et découvre une crypte où sont disposés 35 cercueils en zinc et, en leur milieu, un grand candélabre, un fauteuil ancien recouvert de velours rouge, une coupe et plusieurs bouteilles vides de champagne de Crimée. Véra leur déclare que tous les corps ensevelis sont ceux de membres de la famille, mais la police exige d'en ouvrir un, où git un homme en état de décomposition avancée. Ils ouvrent tous les autres cercueils et trouvent la même chose. Arrêtée, Véra avoue tout. Oui, elle a empoisonné tout ce monde à l'arsenic, mais, pour une mort plus rapide, a ajouté de la strychnine à l'arsenic dans le verre de Milorad. Oui, elle allait régulièrement dans la crypte boire du champagne et parler à ses amants.
Véra passe en jugement et est condamnée à mort. Toutefois, à cette époque, la Yougoslavie n'exécute pas les femmes. Sa peine est donc commuée en prison à perpétuité. Elle y devient de plus en plus démente, révélant une schizophrénie avancée, hurlant des obscénités à ses ancien amants, puis entrant en complète prostration. Elle est finalement enfermée dans un asile, où elle meurt en 1960.  
Sa biographie et son parcours criminel auraient été la source d'inspiration de la pièce de théâtre de Joseph Kesselring Bodies in our Cellar, devenue Arsenic et vieilles dentelles, mais ce n'est pas le cas, le film ayant été inspiré de la vie d'un autre tueur en série, Amy Archer-Gilligan. Elle est la vedette d'un épisode de la série documentaire française Une série de tueurs - Les tueurs en série qui ont inspiré le cinéma.